# Sidney (Montana)
Sidney is een plaats (city) in de Amerikaanse staat Montana, en valt bestuurlijk gezien onder Richland County.

## Demografie
Bij de volkstelling in 2000 werd het aantal inwoners vastgesteld op 4774.
In 2006 is het aantal inwoners door het United States Census Bureau geschat op 4804, een stijging van 30 (0,6%).

## Geografie
Volgens het United States Census Bureau beslaat de plaats een oppervlakte van
5,8 km², geheel bestaande uit land. Sidney ligt op ongeveer 594 m boven zeeniveau.

## Plaatsen in de nabije omgeving
De onderstaande figuur toont nabijgelegen plaatsen in een straal van 44 km rond Sidney.